# Sergej Gladkich
Sergej Gladkich (* 6. April 1952 in Kalatsch am Don) ist ein russischer literarischer Übersetzer, Schauspieler, Hörspiel- und Synchronsprecher.

## Leben und Wirken
In Rostow am Don als Sohn eines Elektrotechnikers und einer Sekretärin aufgewachsen, ging Sergej Gladkich 1970 nach Moskau zum Studium der Sprachwissenschaften. Bis zu einer Verletzung im Jahr 1970 war er Leistungssportler als Mittelfeldspieler des Fußballclubs FK SKA Rostow. Ein Studenten-Arbeitseinsatz im Chemiewerk Böhlen führte ihn 1971 zum ersten Mal in die DDR. Dem folgte ein Jahr später ein Studentenaustausch der Staatlichen pädagogischen Hochschule für Fremdsprachen Maurice Thorez, Moskau mit der Karl-Marx-Universität Leipzig einschließlich eines Dolmetscherpraktikums bei Heinz Fiukowski. Gladkichs Diplomarbeit trägt den Titel: Das deutsche Hörspiel - Von den Anfängen bis in die Gegenwart. Die Ehe mit einer Studentin aus der DDR, die Gladkich in Moskau kennengelernt hatte, führte 1976 zu seiner Übersiedlung nach Ost-Berlin. Hier arbeitet er seitdem als Dolmetscher, literarischer Übersetzer, Schauspieler, Synchronsprecher und ist auch als Bildender Künstler tätig.
Gladkich übersetzt u. a. die russischen Klassiker Nikolai Gogol, Ossip Mandelstam, Boris Pasternak und Jewgeni Samjatin ins Deutsche, Max Frisch und Heiner Müller ins Russische, Jean l’Anselme und René de Obaldia aus dem Französischen ins Deutsche. Neben Adam Guzuev übersetzt er die Werke vieler weiterer russisch schreibender Autoren ins Deutsche, darunter Alexei Schipenko, Wenedikt Jerofejew, Wladimir Sorokin, Oleg Jurjew, Michail Ryklin, Michail Schischkin u. a. m. Zahlreiche Veröffentlichungen in die horen sowie in Lettre International.
Seit 1992 ist Sergej Gladkich deutscher Staatsangehöriger. Er ist Vater von zwei Söhnen und zwei Töchtern, lebt in Berlin-Prenzlauer Berg und ist Mitglied des P.E.N.-Zentrums Deutschland.

## Übersetzungen (Auswahl)
aus dem Deutschen ins Russische
- 1975: Max Frisch: Rip van Winkle (Hörspiel)
- 1981: Heiner Müller: Поручение (Porucenie) / Der Auftrag

aus dem Russischen ins Deutsche
- 1980/1981: Nikolai Gogol: Der Revisor, Maxim-Gorki-Theater, Regie: Boris Luzenko
- 1983: Der Selbstmörder - Satirische Dramen von Leonow, Bulgakow, Sostschenko und Erdman, zus. mit Thomas Reschke, Reclam, Leipzig
- 1984: Wladimir Arro: Seht, wer da kommt, Hörspiel nach dem gleichnamigen Bühnenstück, Rundfunk der DDR, Regie: Hannelore Solter
- 1987: Konstantin Sergejewitsch Stanislawski: Mein Leben in der Kunst, Henschelverlag Kunst und Gesellschaft, Berlin
- 1987: Leonid Maximowitsch Leonow: Die Bändigung Badadoschkins, Hörspiel nach dem gleichnamigen Bühnenstück, Rundfunk der DDR, Regie: Peter Groeger
- 1987: Russen in Berlin, Hrsg. Fritz Mierau, darin: Alexei Remisow: Rosanow Briefe, Reclam, Leipzig, S. 131–194
- 1991: Michael Ugarow: Rechtschreibung nach Brockhaus: Pubertät, Bühnenstück in drei Teilen, Autoren-Kollegium Berlin
- 1992: Michael Ugarow: Täubchen, SFB/Radio Bremen, Regie: Jörg Jannings
- 1993: Alexej Schipenko: Aus dem Leben des Komikaze, Uraufführung: 6. Februar 1993, Volksbühne, Berlin, Regie: der Autor
- 1994: Wenedikt Jerofejew: Walpurgisnacht oder die Schritte de Komturs, Bühnenstück, Erstaufführung: 10. Januar 1994, Nationaltheater Mannheim, als Hörspiel: 13. Dezember 1994, SFB
- 1995: Alexej Schipenko: Moskau-Frankfurt. 9000 Meter über der Erdoberfläche, Stück für 2 Clowns, Uraufführung: 21. Januar 1995, Théâtre des Capucins, Luxemburg, Regie: der Autor
- 1996: Oleg Jurjew: Frankfurter Stier, ein sechseckiger Roman, zus. mit Elke Erb, Janus Press, Berlin/München 1996; 2. Auflage, Pixis, München 2001, ISBN 978-3-927915-28-2.
- 1996: Jewgeni Samjatin: Der Floh, Komödie in 4 Akten, Übersetzung zus. m. Elke Erb, Freie Kammerspiele Magdeburg
- 1997: Alexej Schipenko: Suzuki 1, Uraufführung: 25. September 1997, Deutsches Theater (Baracke), Berlin, Regie: Thomas Ostermeier
- 1997: Igor Klech: Die erotische MTS, Bericht. Von einer Gruppe von Genossen, Erzählung, Lettre International 039, Seite 34
- 1997: Alexej Schipenko: Der Tod Van Halens - Eine Identifizierung des Musikers in 12 Episoden, deutsche Erstaufführung: carrousel Theater an der Parkaue, Berlin
- 1997: Juri Michailowitsch Luschkow: Moskau - meine Stadt: Erinnerungen und Visionen eines Oberbürgermeisters, Henschelverlag Berlin
- 1997: Alexej Schipenko: 77 - aus dem Buch der Zufälle, Edition Solitude, ISBN 978-3-929085-41-9
- 1998: Alexej Schipenko: Zyrikon, Uraufführung: 26. März 1998, Schauspielhaus Zürich, Regie: Ernst Stötzner
- 1998: Alexej Schipenko: Babki, Uraufführung: 5. September 1998, Kleist-Theater, Frankfurt/Oder
- 1998: Alexej Schipenko: Das Leben Arsenijs, Roman, Übersetzung zus. mit Franziska Seppeler, Suhrkamp, ISBN 978-3-518-40972-5
- 1999: Vasilij Dimov: Die vier Leben des heiligen Possekel, Du Mont Verlag, ISBN 3-7701-4470-8[5]
- 1999: Oleg Jurjew: Halbinsel Judatin, (Originaltitel: Полуостров Жидятин), zus. mit Elke Erb, Volk und Welt, Berlin, ISBN 3-353-01128-5.
- 1999: Alexej Schipenko: Suzuki 2, Uraufführung: Uraufführung: 9. Juni 1999, Deutsches Theater (Baracke), Berlin, Regie: Thomas Ostermeier
- 2001: Wassilij Dimow: Ein Seraph ... zwei Seraphim, Lettre International 055
- 2004: Wenedikt Jerofejew: Aufzeichnungen eines Psychopathen, (Nachwort), Klett-Cotta Verlag, ISBN 978-3-932170-63-8
- 2007: Igor Klech: Ignacios Invention. Eine Kurzgeschichte des Jesuitenordens, Lettre International 076
- 2007: Alexander Kostinskij: Mein Jiddisches Glück - Geschichten aus Bobelach, ISBN 978-3-920821-19-1
- 2011: Vasilij Dimov: Kafkasus - Ein Poem, Lettre International 095, Seite 112
- 2015: Dmitrij Chmelnizki: Iwan Scholtowski: Architekt des sowjetischen Palladianismus, DOM publishers, ISBN 978-3-86922-283-7
- 2019: Michail Schischkin: Der Wegläufer und das Schiff, in: Ein Buchstabe auf Schnee. Drei Essays, Verlag Petit-Lucelle Publishing house, Schweiz, S. 120–203, ISBN 978-3-033-07269-5
- 2021: Jewgenij Samjatin: Wir, Romanfragment in: Die Hauptstadt. Ost-Berlin in den Achtzigern, Fotos: Günter Steffen, Hrsg.: Günter Jeschonnek, Hartmann Books, Stuttgart, ISBN 978-3-96070-072-2
- 2022: Liza Alexandrova-Zorina: Aljoscha, Erzählung, Lettre International 136, Seite 7

## Hörspielrollen (Auswahl)
- 1995: Karl-Heinz Bölling: Das Messer, Regie: Albrecht Surkau, Hörspiel – Deutschlandradio
- 1997: Erich Maria Remarque: Arc de Triomphe, Regie: Christian Gebert, Hörspiel – Deutschlandradio
- 1999: Michael Koser: Eiffel Sour, Regie: Rainer Clute, Hörspiel – Deutschlandradio
- 2006: Günter Kotte: Na sdorowje (Die Russen und ihr Wodka), Regie: Nikolai von Koslowski, Feature – MDR
- 2007: Marina Lewycka: Kurze Geschichte des Traktors auf Ukrainisch, Regie: Oliver Sturm, Hörspiel – MDR
- 2011: Lutz Seiler: Turksib, Regie: Thomas Fritz, Hörspiel – MDR

## Fernseh- und Filmrollen (Auswahl)
- 1980: Überblickt man die Jahre, Regie: Kurt Veth (TV-Spielfilm) - Fernsehen der DDR
- 1984: Wo andere schweigen, Regie: Ralf Kirsten (Spielfilm) - DEFA
- 1985: Spreebogen, Regie: Konrad Sabrautzky (TV-Spielfilm) - WDR/ARD
- 1998: Freiwild, Regie: Wolfgang Dickmann, Dietmar Klein (TV-Spielfilm, zwei Teile) - ZDF
- 2001: Lampion – c’ est si bon, Regie: Günter Kotte - SFB
- 2008–2010: Im Angesicht des Verbrechens, Regie: Dominik Graf (TV-Serie) - Arte

## Theaterarbeit (Auswahl)
- 1996: Claudio Magris: Stadelmann, Regie: Peter Lilienthal, Darsteller, drei Rollen, Nationaltheater Weimar / Teatr Kreatur, Berlin

## Synchronrollen (Auswahl)
- 2000: Cast Away – Verschollen (Cast Away)
- 2004: Die Bourne Verschwörung (The Bourne Supremacy)
- 2009–2022: Navy CIS: L.A. für Vyto Ruginis als Arkady Kolcheck
- 2010: Salt (Salt), Rolle: Oleg Orlov / Daniel Olbrychski
- 2010: Harry Potter und die Heiligtümer des Todes – Teil 1
- 2013–2018: The Americans (Fernsehserie)
- 2017–2019: Demosthenes Chrysan